# Симбирка (Кемеровская область)
Симби́рка — село в Ижморском районе Кемеровской области. Является административным центром Симбирского сельского поселения.

## География
Центральная часть населённого пункта расположена на высоте 176 метров над уровнем моря.

## История
В 1886 году из деревни Алгаши и соседних сёл (ныне входят в Алгашинское сельское поселение) приехали первые основатели Симбирки.
В 1920 году в Симбирке установилась Советская власть.
В 1928 году в селе Симбирка стали организоваться первые коммуны «Смычка», «Сила», «Красный пахарь» и машинное товарищество «Ключи», а в 1929 году все коммуны, включая Тунду и Летяжку объединились в единую коммуну «Смычка».
 В 1930 году был образован Ижморский район, а Троицкий упразднён. Ижморский район входил в состав Западно-Сибирского края с центром в г. Новосибирске.
 В 1930 году коммуны реорганизовывались в колхозы «Ульянов», «Красный пахарь», «Сила» из «Смычки», «Крестьянин» из молочно-товарной «Ключи», а к началу 1934 года колхозы «Ульянов» и «Красный пахарь» объединились и стал называться «Ульяново».
В 1936 году Ижморский район вошёл в состав Кемеровской области, с 1943 года — в состав Кемеровской области.
Из Симбирки в ВОВ участвовал 185 человек, не вернулось 104 человека. 
В 1946 году от Ижморского района отделяется Троицкий район, а в 1953 году районы вновь объединяются.
В 1950 году все 4 колхоза объединились в один колхоз «Имени Ульяново».
В марте 1960 года колхоз был реорганизован в совхоз и входил в состав совхоза «Троицкий».
1 декабря 1966 года из совхоза «Троицкий» были выделены совхозы «Красный Яр» и «Симбирский». 

## Население
По данным Всероссийской переписи населения 2010 года, в селе Симбирка проживает 566 человек (268 мужчин, 298 женщин).